# Can Dragó Vell
Can Dragó Vell era una masia situada al triangle format per les avingudes de Rio de Janeiro i Meridiana i el passeig de Valldaura, al barri de la Prosperitat del districte de Nou Barris de Barcelona.

## Història
Sembla que el nom prové de la companyia de Dragons de l'exèrcit borbònic que assetjava Barcelona a la Guerra de Successió, i datava almenys del segle xvii.
A finals dels anys 1920, la Companyia del Nord tenia uns tallers a prop de la masia, i amb l'excusa de la construcció d'una estació de càrrega i descàrrega (que no es va dur a terme), la van expropiar i el 1932, la van enderrocar. Els seus ocupants es van traslladar a una nova masia, anomenada Can Dragó Nou.

## Descripció
Tenia planta baixa, dos pisos i teulada, i l'accés es feia per un portal d'arc de mig punt. A l'extrem dret de la façana hi havia una altra porta d'arc rebaixat, que segurament menava a l'estable. La distribució d'obertures era irregular, sense cap ordre compositiu.